# اودول‌لو (شابران)
اودول‌لو (به لاتین: Udullu) یک منطقه مسکونی در جمهوری آذربایجان است که در شهرستان شابران واقع شده است.